# Теодор Арпс
Теодор Арпс (нім. Theodor Arps; 2 лютого 1884, Ноєнкірхен — 28 квітня 1947, Гарміш-Партенкірхен) — німецький військово-морський діяч, віцеадмірал крігсмаріне (1 квітня 1942).

## Біографія
1 квітня 1902 року вступив на службу у ВМФ кадетом. Пройшов підготовку на навчальному кораблі «Штайн» і у військово-морському училищі. У жовтні 1906 року переведений в міноносний флот. Учасник Першої світової війни. З 1 серпня 1914 року —  артилерійський офіцер на допоміжному крейсері «Імператор Вільгельм Великий». 27 серпня 1914 року корабель Арпса був інтернований в Іспанії, а 14 жовтня він був переданий французькій владі. 12 липня 1918 року інтернований в Швейцарії і 12 серпня 1919 року звільнений. 27 квітня 1920 року вийшов у відставку.
1 жовтня 1933 року повернувся на службу і призначений начальником Відділу зарубіжних флотів (розвідка) Морського керівництва. 1 жовтня 1934 року його відомство перетворене у Відділ морської розвідки. 1 січня 1940 року втратив свою посаду і призначений суддею Імперського військового суду. 9 травня 1945 року заарештований союзниками. Загинув в таборі для військовополонених.

## Нагороди
- Орден Меджида 4-го класу (Османська імперія; 13 червня 1912)
- Залізний хрест 2-го класу
- Почесний хрест ветерана війни з мечами
- Медаль «За вислугу років у Вермахті» 4-го, 3-го і 2-го класу (18 років; 2 жовтня 1936) — отримав 3 нагороди одночасно.